# 遠藤博也
遠藤 博也（えんどう ひろや、1936年6月10日 - 1992年4月6日）は、日本の法学者。専門は行政法。学位は、法学博士（東京大学・1966年）。元北海道大学教授。指導教授は当初田中二郎だったが、田中が指導途上で最高裁判事になった後は、雄川一郎に師事した。徳島市生まれ。

## 略歴

### 学歴
- 1960年3月　東京大学法学部卒業
- 1965年3月　東京大学大学院法学政治学研究科博士課程単位取得満期退学
- 1966年3月　法学博士（東京大学）。学位論文「行政行為の無効と取消 -機能論的見地からする瑕疵論の再検討-」

### 職歴
- 1966年2月　北海道大学法学部助教授
- 1970年8月　北海道大学法学部教授
- 1979年8月　北海道大学評議員（1982年12月まで）
- 1982年12月　北海道大学法学部長・大学院法学研究科長（1984年12月まで）

#### 学外における役職
- 1973年10月　日本土地法学会理事（1992年4月まで）
- 1986年4月　日本計画行政学会理事（1992年4月まで）
- 1989年10月　日本公法学会理事（1992年4月まで）

## 著書

### 単著
- 『行政行為の無効と取消 機能論的見地からする瑕疵論の再検討』東京大学出版会、1968年3月。
  - 『行政行為の無効と取消 機能論的見地からする瑕疵論の再検討』東京大学出版会〈復刊学術書〉、1980年10月。
- 『都市計画法50講 全条文つき』有斐閣〈有斐閣双書 理論・実務編〉、1974年5月。ISBN 9784641097315。
  - 『都市計画法50講 全条文つき』（改訂版）有斐閣〈有斐閣双書 理論・実務編〉、1980年10月。ISBN 9784641097315。
- 『計画行政法』学陽書房〈法学選書〉、1976年3月。
- 『講話行政法入門』青林書院新社〈法学入門講座〉、1978年6月。ISBN 9784417003724。
- 『国家補償法 上巻』青林書院新社〈現代法律学全集 61〉、1981年11月。ISBN 9784417004837。
- 『国家補償法 中巻』青林書院新社〈現代法律学全集 61〉、1984年11月。ISBN 9784417005094。
- 『行政法スケッチ』有斐閣〈法学教室全書〉、1987年5月。ISBN 9784641913158。
- 『実定行政法』有斐閣、1989年1月。ISBN 9784641912892。
- 『行政法学の方法と対象』信山社出版〈学術選書 71 行政法研究 1〉、2011年7月。ISBN 9784797258714。
- 『行政過程論・計画行政法』信山社出版〈学術選書 72 行政法研究 2〉、2011年7月。ISBN 9784797258721。
- 『行政救済法』信山社出版〈学術選書 73 行政法研究 3〉、2011年7月。ISBN 9784797258738。
- 『国家論の研究 イェシュ、ホッブズ、ロック』信山社出版〈学術選書 74 行政法研究 4〉、2011年7月。ISBN 9784797258745。

### 共編著
- 原田尚彦、小高剛、田村悦一、遠藤博也『行政法入門』有斐閣〈有斐閣新書〉、1977年3月。ISBN 9784641097315。
  - 原田尚彦、小高剛、田村悦一、遠藤博也『行政法入門』（新版）有斐閣〈有斐閣新書〉、1990年9月。ISBN 9784641091221。
  - 原田尚彦、小高剛、田村悦一、遠藤博也『行政法入門』（新版補訂版）有斐閣〈有斐閣新書〉、1994年8月。ISBN 9784641091399。
- 遠藤博也・熊本信夫・秋山義昭・畠山武道編 編『教材 行政法判例』北海道大学図書刊行会、1977年5月。ISBN 9784832925311。
- 広岡隆・田中舘照橘・遠藤博也編 編『行政法学の基礎知識　(1)』有斐閣〈有斐閣ブックス〉、1978年8月。ISBN 9784641083721。
- 広岡隆・田中舘照橘・遠藤博也編 編『行政法学の基礎知識　(2)』有斐閣〈有斐閣ブックス〉、1978年11月。ISBN 9784641083738。
- 遠藤博也編集代表 編『公法と経済法の諸問題』有斐閣〈今村成和教授退官記念 上〉。ISBN 9784641029996。
- 遠藤博也編集代表 編『公法と経済法の諸問題』有斐閣〈今村成和教授退官記念下〉。ISBN 9784641030008。
- 遠藤博也・阿部泰隆編 編『行政救済法』青林書院新社〈新社青林新講義シリーズ 講義行政法 2〉、1982年5月。
- 遠藤博也・阿部泰隆編 編『総論』青林書院新社〈青林新講義シリーズ 講義行政法 1〉、1984年3月。

## 門下生
- 大西有二 - 北海学園大学教授
- 倉田聡 - 元北海道大学教授
- 下井康史 - 千葉大学教授
- 福士明 - 北海学園大学教授
- 石黒匡人 - 小樽商科大学名誉教授、日本医療大学教授